# Bombus longipes
Bombus longipes là một loài Hymenoptera trong họ Apidae. Loài này được Friese mô tả khoa học năm 1905.